# Angelo Bergamonti

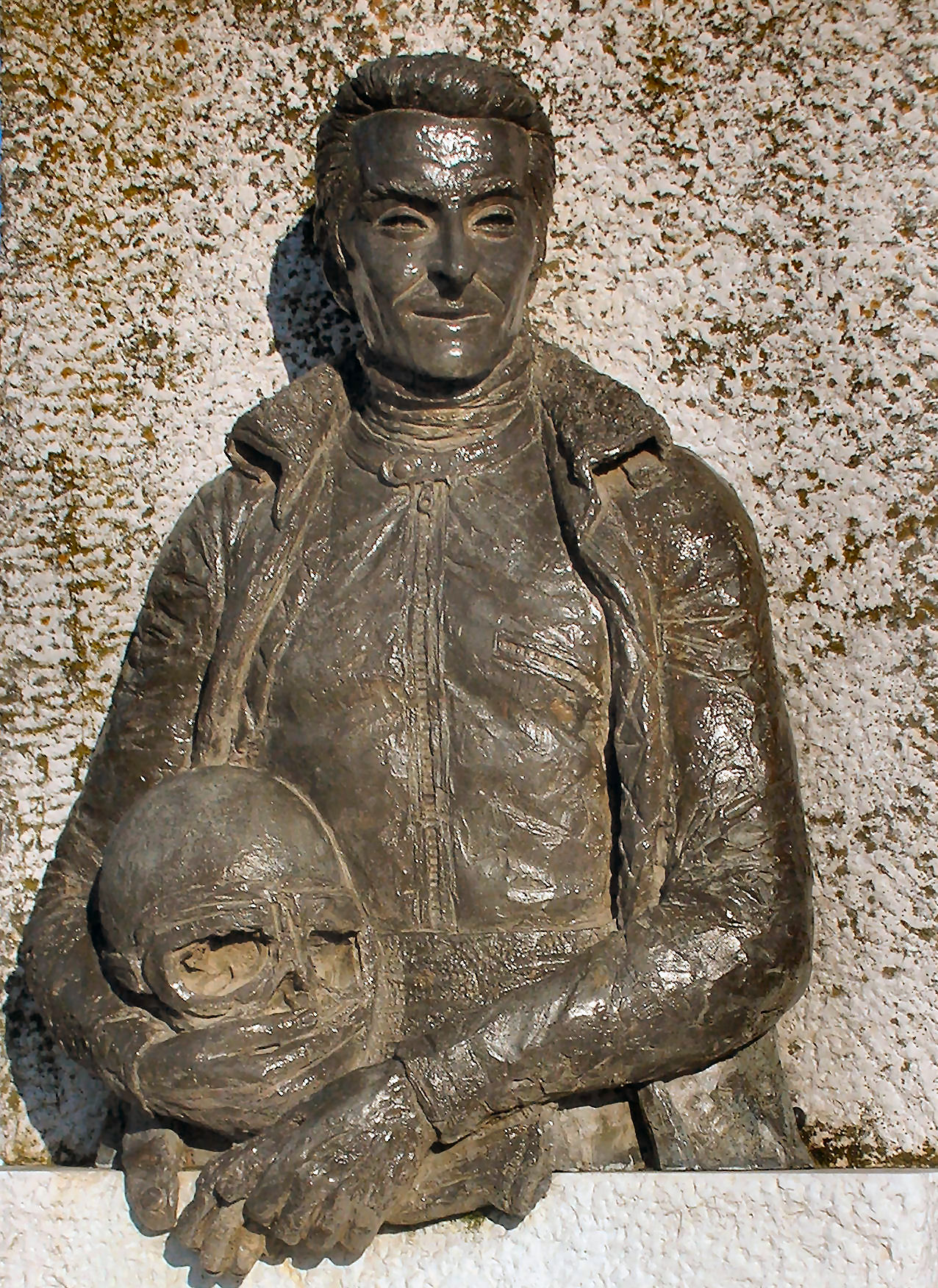
Statue Bergamontis in Gussola

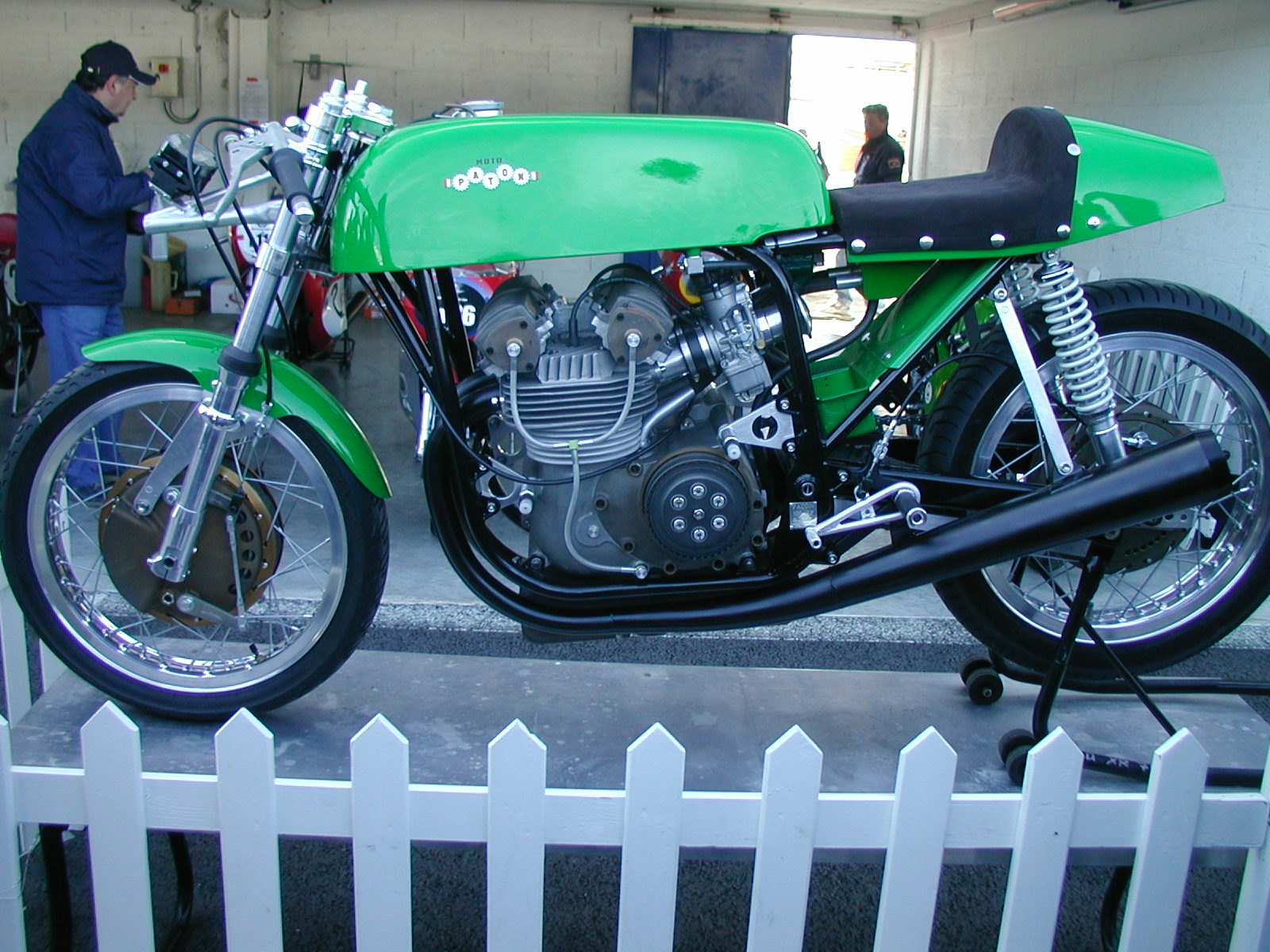
500-cm³-Paton mit Zweizylinder-Viertaktmotor

Angelo Bergamonti (* 18. März 1939 in Gussola (CR), Italien; † 4. April 1971 in Bologna) war ein italienischer Motorradrennfahrer.
Bergamonti, genannt „Berga“, war für seinen waghalsigen, mutigen Fahrstil bekannt und konnte sich nur äußerst schlecht mit Niederlagen abfinden. Er wurde deshalb oft mit Ray Amm verglichen, dem dieselben Tugenden nachgesagt wurden und der auf ähnlich tragische Weise ums Leben kam.

## Karriere
Angelo Bergamonti begann in der zweiten Hälfte der 1950er-Jahre damit, Motorradrennen zu bestreiten. 1965 gewann er auf einer 175-cm³-Moto Morini die italienische Junioren-Meisterschaft sowie den Titel in der nationalen Bergmeisterschaft, den er im folgenden Jahr verteidigte.
Im Jahr 1967 wurde Bergamonti italienischer Motorrad-Straßenmeister sowohl in der 250er- als auch in der 500er-Klasse. Den 250-cm³-Titel fuhr er auf einer Einzylinder-Morini ein und ist damit bis heute der letzte italienische Meister in der Geschichte des Herstellers aus Casalecchio di Reno, den 500er-Titel gewann er auf der Zweizylinder-Viertakt-Paton. Im selben Jahr debütierte der Italiener auf Paton mit dem dritten Platz im 500-cm³-Rennen um den Großen Preis der Nationen in Monza in der Motorrad-Weltmeisterschaft. Bergamonti schien auf dem Weg zu einer erfolgreichen internationalen Karriere zu sein, als ihn am Ende der Saison 1967 ein schwerer Unfall auf dem Circuit de Montjuïc im spanischen Barcelona, von dem er sich nur langsam wieder erholte, stoppte.
Beim Grand Prix von Spanien 1969 in Jarama gelang Bergamonti auf der Paton Rang zwei hinter Giacomo Agostini, 1970 wurde er auf einer Einzylinder-Zweitakt-Aermacchi italienischer 125-cm³-Meister. Diese Leistungen veranlassten MV Agusta, den dominierenden Hersteller der damaligen Zeit, schließlich dazu, ihn ab dem Nationen-Grand-Prix 1970 als Nummer zwei hinter Agostini zu verpflichten. Bergamonti dankte es mit dem zweiten Platz sowohl in den 350er- als auch den 500er-Rennen bei dieser sowie den beiden folgenden Veranstaltungen der italienischen Meisterschaft in Imola und Ospedaletti. Beim letzten Saisonlauf der WM, dem Grand Prix von Spanien in Montjuïc, errang er unter der Abstinenz von Agostini in den beiden höchsten Hubraumkategorien seine einzigen beiden Grand-Prix-Siege, jeweils mit neuem Rundenrekord. Die WM-Gesamtwertung in der 500er-Klasse schloss der Norditaliener damit als Dritter hinter Agostini und dem Neuseeländer Ginger Molloy ab. In dieser Zeit entwickelte sich Angelo Bergamonti auch persönlich weiter und lernte, auch zweite Plätze zu akzeptieren.
In die Saison 1971 startete Bergamonti mit zwei Siegen in der italienischen Meisterschaft. In Modena gewann er das 350er- und in Rimini das 500er-Rennen und schlug dabei jeweils seinen Teamkollegen Giacomo Agostini.

### Tödlicher Unfall

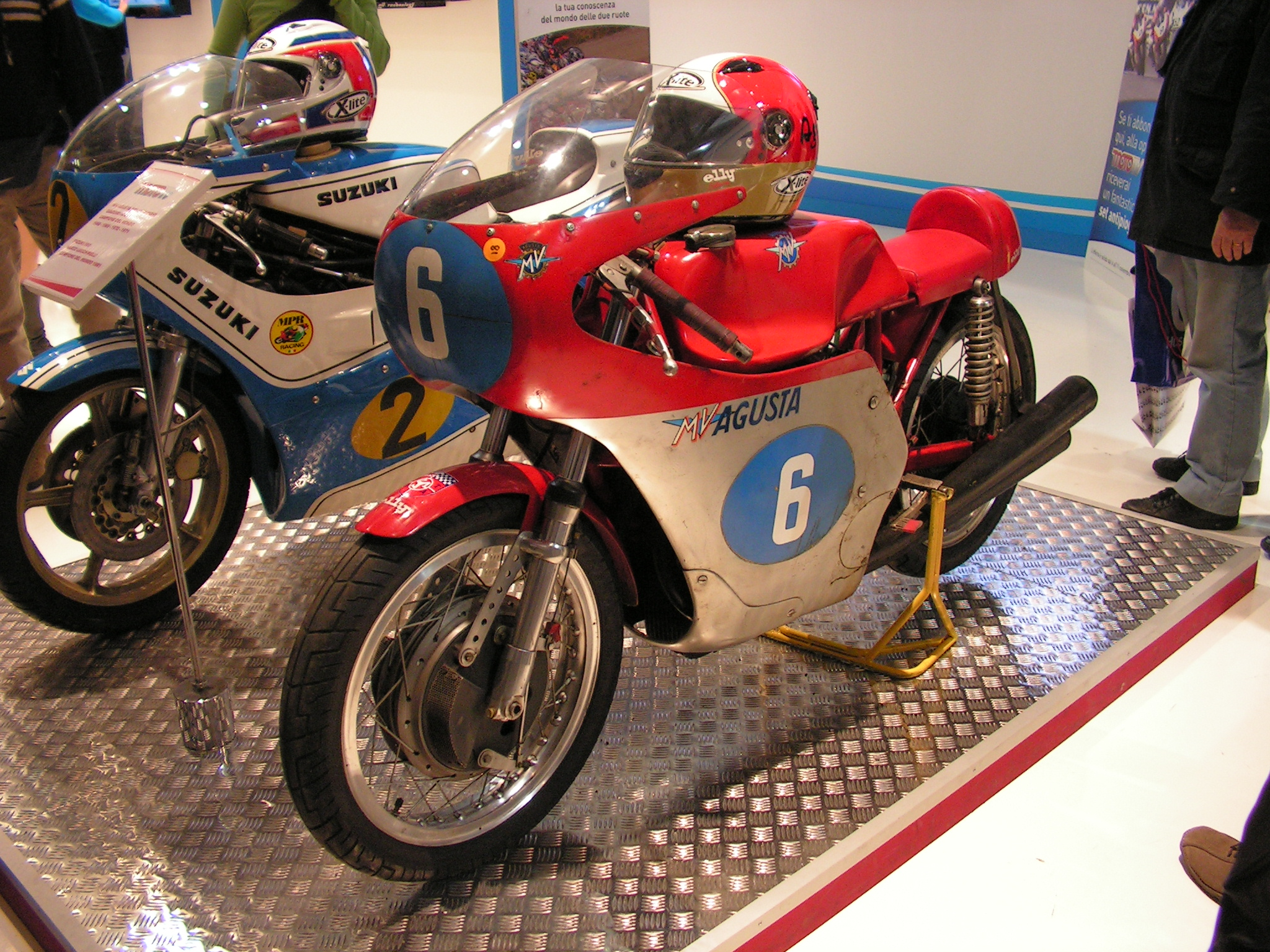
Bergamontis 350-cm³-MV-Agusta der Saison 1970

Beim Lauf der italienischen 350-cm³-Meisterschaft in Riccione, der auf dem Circuito Internationale Perla Verde Dell’Adriatico, einem Kurs bestehend aus abgesperrten öffentlichen Straßen, bei starkem Regen stattfand, verunglückte Angelo Bergamonti am 4. April 1971 schwer. Die Rennen waren ursprünglich bereits für das vorhergehende Wochenende geplant gewesen, da es aber in Strömen geregnet hatte, wurde die Veranstaltung auf das erste Aprilwochenende verschoben.
Am 4. April erschienen die Wetterbedingungen besser, im Tagesverlauf begann es jedoch wiederum zu regnen. Die Rennen wurden dennoch gestartet. Im 350er-Lauf erwischte Bergamonti einen schlechten Start und wurde von einigen Konkurrenten überholt. Nach wenigen Runden hatte er sich auf die zweite Position zurückgekämpft und war gerade dabei, seinen Rückstand auf den führenden Giacomo Agostini aufzuholen. Die Strecke beinhaltete die Lungomare, eine Gerade entlang der Adriaküste, die durch eine kleine Mauer vom Bürgersteig getrennt war. In der siebenten Runde kam Angelo Bergamonti in einer Pfütze im Kreisverkehr vor der Start-Ziel-Geraden zu Sturz, rutschte ca. 200 m weit und schlug dann mit seinem Kopf an diese schlecht gesicherte Mauer an. Sein Helm brach, und der Italiener zog sich ein schweres Schädel-Hirn-Trauma sowie mehrere Arm- und Beinbrüche zu. Noch am selben Abend, kurz vor Mitternacht, erlag Angelo Bergamonti im Bellaria-Krankenhaus von Bologna diesen Verletzungen.
Der Renndirektor Bruno Ronci musste sich in der Folge wegen fahrlässiger Tötung verantworten. Tatsächlich kamen Gutachter zu dem Schluss, dass das Rennen wegen der schlechten Wetterbedingungen hätte abgebrochen werden müssen. Angelo Bergamonti hinterließ seine schwangere Ehefrau und zwei Töchter. Sein Tod führte in Italien zum Verbot aller Motorradrennen auf temporären Straßenkursen. Im MV-Werksteam trat Alberto Pagani seine Nachfolge an.

## Erfolge
- 1965 – Italienischer 175-cm³-Bergmeister
- 1966 – Italienischer 175-cm³-Bergmeister
- 1967 – Italienischer 250-cm³-Meister auf Morini und Italienischer 500-cm³-Meister auf Paton
- 1970 – 500-cm³-WM-Dritter auf MV Agusta und Italienischer 125-cm³-Meister auf Aermacchi
- 2 Grand-Prix-Siege

## Verweise